# Campeonato Europeu de Atletismo em Pista Coberta de 2019 - 400 m masculino
A prova dos 400 metros masculino do Campeonato Europeu de Atletismo em Pista Coberta de 2019 foi disputada entre os dias  1 e 2 de março de 2019 na Emirates Arena, em Glasgow, no Reino Unido. 

## Recordes
Antes desta competição, os recordes mundiais e do campeonato nesta prova eram os seguintes:
|                       | Nome             | Nacionalidade     | Tempo  | Local        | Data                   |
| --------------------- | ---------------- | ----------------- | ------ | ------------ | ---------------------- |
| Recorde mundial       | Kerron Clement   | Estados Unidos    | 44s 57 | Fayetteville | 12 de março de 2005    |
| Recorde do campeonato | Pavel Maslák     | Chéquia           | 45s 33 | Praga        | 7 de março de 2015     |
| Recorde europeu       | Thomas Schönlebe | Alemanha Oriental | 45s 05 | Sindelfingen | 5 de fevereiro de 1988 |

Os seguintes recordes foram estabelecidos durante esta competição: 
| Data       | Evento | Atleta         | Nacionalidade | Tempo  | Notas |
| ---------- | ------ | -------------- | ------------- | ------ | ----- |
| 2 de março | Final  | Karsten Warhol | Noruega       | 45s 05 | = ,   |

## Medalhistas
| Ouro                  | Prata                | Bronze                |
| Karsten Warholm (NOR) | Óscar Husillos (ESP) | Tony van Diepen (NED) |

## Cronograma
Todos os horários são locais (UTC +0).
| Data       | Hora  | Evento    |
| ---------- | ----- | --------- |
| 1 de março | 10:20 | Bateria   |
| 1 de março | 21:00 | Semifinal |
| 2 de março | 20:22 | Final     |

## Resultados

### Bateria
Qualificação: 2 atletas de cada bateria (Q) mais os 4 melhores qualificados (q). 

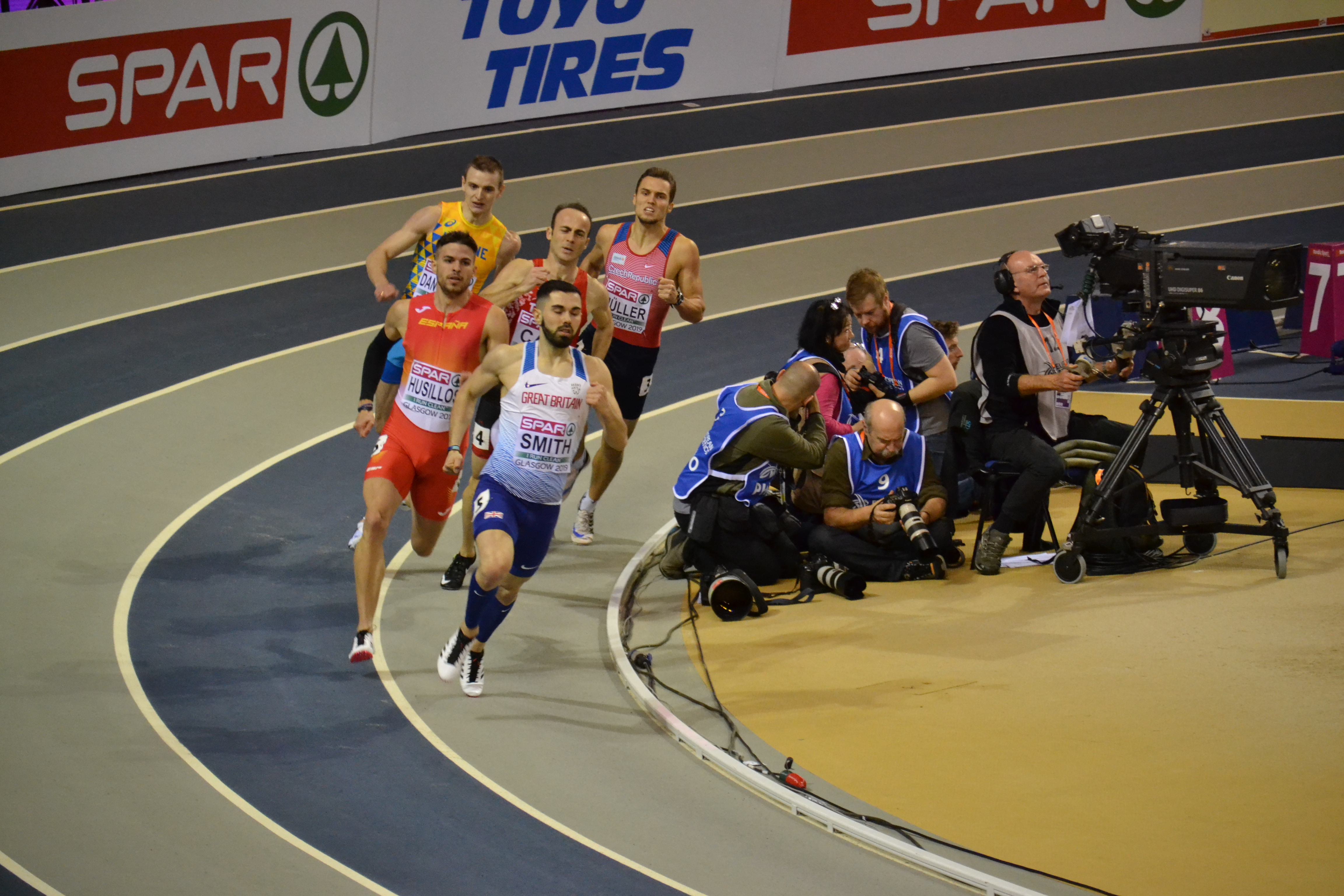
Bateria 2 em curso

| Posição | Bateria | Atleta              | Nacionalidade | Tempo   | Notas |
| ------- | ------- | ------------------- | ------------- | ------- | ----- |
| 1       | 1       | Luka Janežič        | Eslovênia     | 46.88   | Q     |
| 2       | 1       | Fabrisio Saidy      | França        | 46.99   | Q     |
| 3       | 3       | Lucas Búa           | Espanha       | 47.00   | Q     |
| 4       | 4       | Karsten Warholm     | Noruega       | 47.05   | Q     |
| 5       | 1       | Cameron Chalmers    | Grã-Bretanha  | 47.18   | q     |
| 6       | 4       | Vitaliy Butrym      | Ucrânia       | 47.22   | Q     |
| 7       | 3       | Tony van Diepen     | Países Baixos | 47.32   | Q     |
| 8       | 4       | Manuel Guijarro     | Espanha       | 47.33   | q     |
| 9       | 1       | Janis Leitis        | Letônia       | 47.34   | q,    |
| 9       | 2       | Óscar Husillos      | Espanha       | 47.34   | Q     |
| 11      | 3       | Karol Zalewski      | Polónia       | 47.45   | q     |
| 12      | 2       | Owen Smith          | Grã-Bretanha  | 47.50   | Q     |
| 13      | 2       | Danylo Danylenko    | Ucrânia       | 47.59   |       |
| 14      | 2       | Yavuz Can           | Turquia       | 47.63   |       |
| 15      | 2       | Vít Müller          | Chéquia       | 47.69   |       |
| 16      | 1       | Ricky Petrucciani   | Suíça         | 47.83   |       |
| 17      | 1       | Liemarvin Bonevacia | Países Baixos | 47.86   |       |
| 18      | 4       | Alex Haydock-Wilson | Grã-Bretanha  | 47.88   |       |
| 19      | 4       | Thomas Barr         | Irlanda       | 48.22   |       |
| 20      | 3       | Carl Bengtström     | Suécia        | 49.50   |       |
| 21      | 3       | Jan Tesař           | Chéquia       | 1:26.29 |       |
| 22      | 3       | Cillin Greene       | Irlanda       | DNF     |       |

### Semifinal
Qualificação: 2 atletas de cada bateria (Q) mais os 2 melhores qualificados (q). 

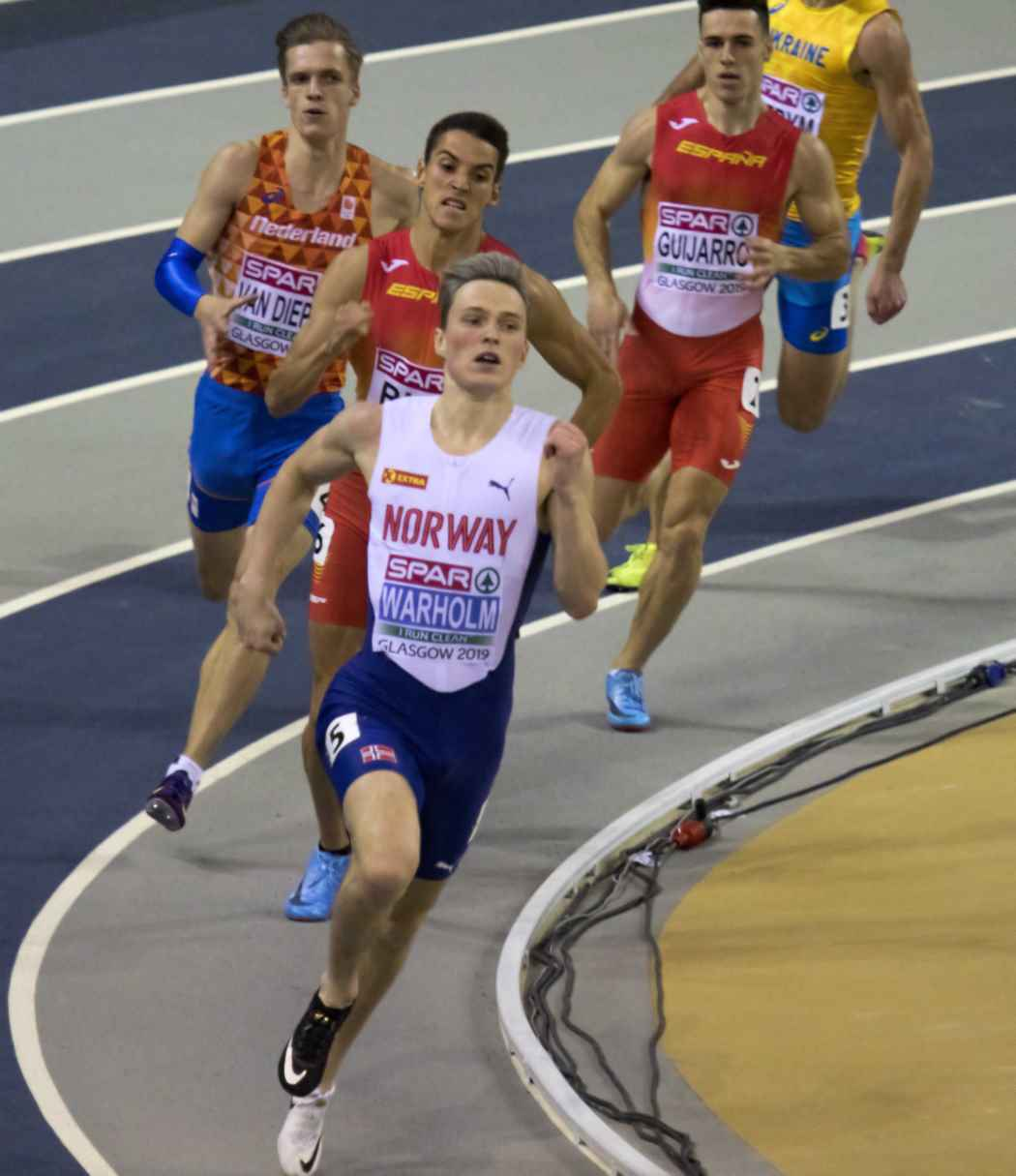
Semifinal 2

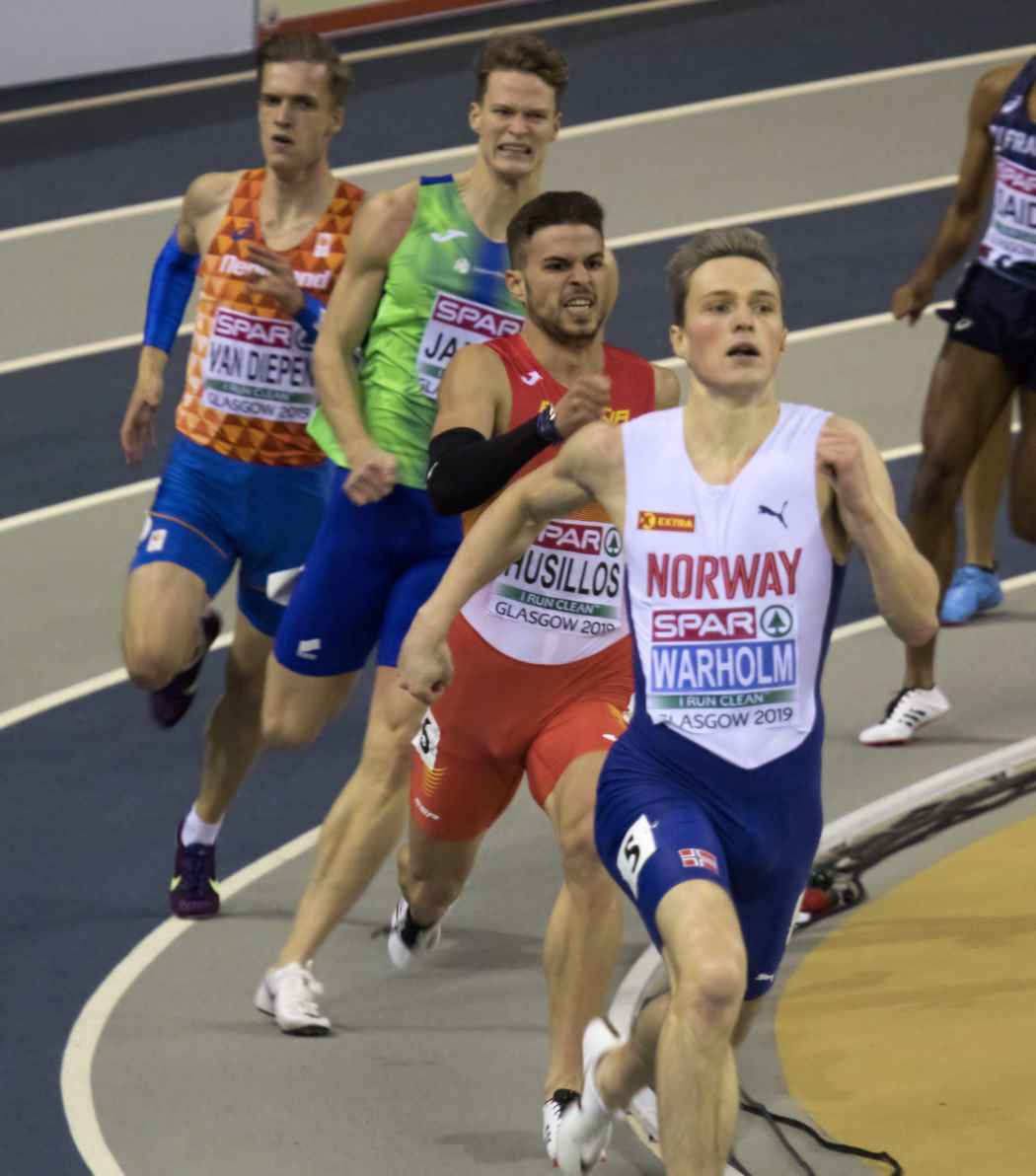
A final

| Posição | Bateria | Atleta           | Nacionalidade | Tempo | Notas |
| ------- | ------- | ---------------- | ------------- | ----- | ----- |
| 1       | 2       | Karsten Warholm  | Noruega       | 45.95 | Q     |
| 2       | 1       | Óscar Husillos   | Espanha       | 46.31 | Q,    |
| 3       | 1       | Luka Janežič     | Eslovênia     | 46.60 | Q     |
| 4       | 2       | Tony van Diepen  | Países Baixos | 46.62 | Q,    |
| 5       | 2       | Lucas Búa        | Espanha       | 46.81 | q     |
| 6       | 1       | Fabrisio Saidy   | França        | 47.07 | q     |
| 7       | 2       | Vitaliy Butrym   | Ucrânia       | 47.20 |       |
| 8       | 2       | Manuel Guijarro  | Espanha       | 47.34 |       |
| 9       | 1       | Janis Leitis     | Letônia       | 47.36 |       |
| 10      | 1       | Owen Smith       | Grã-Bretanha  | 47.39 |       |
| 11      | 2       | Cameron Chalmers | Grã-Bretanha  | 47.83 |       |
| 12      | 1       | Karol Zalewski   | Polónia       | DNS   |       |

### Final
A final aconteceu às 20:22 no dia 2 de março de 2019. 
| Posição           | Raia | Atleta          | Nacionalidade | Tempo | Notas            |
| ----------------- | ---- | --------------- | ------------- | ----- | ---------------- |
| Medalha de ouro   | 5    | Karsten Warholm | Noruega       | 45.05 | ,                |
| Medalha de prata  | 6    | Óscar Husillos  | Espanha       | 45.66 | Recorde nacional |
| Medalha de bronze | 4    | Tony van Diepen | Países Baixos | 46.13 | Recorde nacional |
| 4                 | 3    | Luka Janežič    | Eslovênia     | 46.15 |                  |
| 5                 | 2    | Fabrisio Saidy  | França        | 46.80 |                  |
| 6                 | 1    | Lucas Búa       | Espanha       | 46.92 |                  |

Legenda
| Recorde mundial       | Recorde mundial (World record)               |                       | Recorde africano                      | Recorde africano (African) |                                           | Q | Classificado por posição (Qualified) |
| Recorde do campeonato | Recorde do campeonato (Championship record)  | Recorde da América    | Recorde da América (Americas)         | q                          | Classificado por melhor tempo (Qualified) |   |                                      |
| Melhor marca do ano   | Melhor marca do ano (World leading)          | Recorde asiático      | Recorde asiático (Asian)              | DNS                        | Não largou (Did not start)                |   |                                      |
| Recorde nacional      | Recorde nacional (National record)           | Recorde europeu       | Recorde europeu (European)            | DNF                        | Não terminou (Did not finish)             |   |                                      |
| Recorde pessoal       | Recorde pessoal do atleta (Personal best)    | Recorde da Oceania    | Recorde da Oceania (Oceania)          | DSQ / DQ                   | Desclassificado (Disqualified)            |   |                                      |
| Recorde da temporada  | Recorde da temporada do atleta (Season best) | Recorde sul-americano | Recorde sul-americano (South America) | NM                         | Sem marca (No mark)                       |   |                                      |